# Шангаватнур
Шангаватну́р (рос. Шангаватнур, марій. Шаҥгаватнур) — присілок у складі Куженерського району Марій Ел, Росія. Входить до складу Шудумарського сільського поселення.

## Населення
Населення — 3 особи (2010; 2 у 2002).
Національний склад (станом на 2002 рік):
- росіяни — 100 %